# Họ Chuối pháo
Họ Chuối pháo (danh pháp khoa học: Heliconiaceae) là một họ trong thực vật có hoa. Trong vài chục năm gần đây, họ này thông thường được các nhà phân loại học thực vật công nhận.
Hệ thống APG II năm 2003 (không thay đổi so với hệ thống APG năm 1998), cũng công nhận họ này và đặt nó trong bộ Gừng (Zingiberales) của nhánh Thài lài (commelinids) trong thực vật một lá mầm. Họ này chỉ chứa 1 chi là Heliconia với khoảng 100-200 loài, phân bố chủ yếu ở khu vực nhiệt đới Nam Mỹ và một số ít từ Sulawesi (Indonesia) tới các đảo trên Thái Bình Dương.
Họ Heliconiaceae đã rẽ ra khỏi các nhóm khác trong bộ Gừng vào khoảng 114-104 triệu năm trước (Ma) (Kress & Specht 2006) hoặc khoảng 88 Ma (Janssen & Bremer 2004); sự phân nhánh trong nhóm chỏm cây của chi Heliconia diễn ra khoảng 43-21 Ma (Kress & Specht 2006) hay khoảng 32 Ma (McKenna & Farrell 2006). Các biến thiên trong hình thái học hoa và đặc biệt là của cụm hoa là tương đối đáng kể (Berry và Kress 1991). Thụ phấn nhờ chim là chủ yếu với thịnh hành là các loài chim ruồi trong chi Eutoxeres.

## Phát sinh chủng loài
Cây phát sinh chủng loài dưới đây lấy theo APG III.
|  | Strelitziaceae |
|  |                |
|  | Lowiaceae      |
|  |                |

|  | Cannaceae   |
|  |             |
|  | Marantaceae |
|  |             |

|  | Zingiberaceae |
|  |               |
|  | Costaceae     |
|  |               |

|  | Cannaceae   |
|  |             |
|  | Marantaceae |
|  |             |

|  | Zingiberaceae |
|  |               |
|  | Costaceae     |
|  |               |

|  | Strelitziaceae |
|  |                |
|  | Lowiaceae      |
|  |                |

|  | Cannaceae   |
|  |             |
|  | Marantaceae |
|  |             |

|  | Zingiberaceae |
|  |               |
|  | Costaceae     |
|  |               |

|  | Cannaceae   |
|  |             |
|  | Marantaceae |
|  |             |

|  | Zingiberaceae |
|  |               |
|  | Costaceae     |
|  |               |